# Districtul Coimbra
Districtul Coimbra (portugheză Distrito de Coimbra) este un district în centrul Portugaliei, cu reședința în Coimbra. Are o populație de 441 245 locuitori și suprafață de 3 947 km².

## Municipii
- Arganil
- Cantanhede
- Coimbra
- Condeixa-a-Nova
- Figueira da Foz
- Góis
- Lousã
- Mira
- Miranda do Corvo
- Montemor-o-Velho
- Oliveira do Hospital
- Pampilhosa da Serra
- Penacova
- Penela
- Soure
- Tábua
- Vila Nova de Poiares